# Gerhard Nebel
Gerhard Fritz Christian Nebel (Dessau, 26 settembre 1903 – Stoccarda, 23 settembre 1974) è stato uno scrittore, filologo classico e saggista tedesco.

## Biografia

### Gioventù, carriera da insegnante e primo libro
Dopo la morte dei genitori – il padre morì nel 1911, la madre nel 1918 – Gerhard Nebel si trasferì con il fratello e sua moglie a Coblenza, dove si diplomò nel 1922. Per un certo periodo fu compagno di classe di Joseph Breitbach (con il quale, tuttavia, sorsero controversie legali nel 1953). Con l'ambizione di diventare professore associato, studiò filosofia e filologia classica a Friburgo, Marburgo e Heidelberg dal 1923 al 1927, avendo tra i suoi professori anche Martin Heidegger e Karl Jaspers. Dopo aver conseguito il dottorato di ricerca a Heidelberg nel 1927 con una tesi sulle Categorie del mondo intelligibile di Plotino e aver superato entrambi gli esami di Stato, iniziò la professione di insegnante nella regione della Ruhr, ma fu sospeso con l'accusa di "agitazione socialista" (militando nel Partito Socialista dei Lavoratori di Colonia nel 1931). In modo analogo, nel 1933 fu sospeso dopo un anno di insegnamento presso il Regino-Gymnasium di Prüm. Nebel si recò quindi in Egitto, dove lavorò come precettore, ottenne la qualifica di Studienrat (insegnante di ruolo) a Colonia e verso il 1937 divenne professore di scuola superiore a Opladen. Nel 1938-39 si recò in Africa orientale: le sue esperienze in quel luogo furono poi incorporate, assieme a riflessioni saggistiche su Ernst Jünger, nel suo primo libro Fuoco e acqua (1939).

### Anni di guerra e pubblicazioni
Dopo essere stato arruolato nella Luftwaffe durante la guerra, Nebel si recò in qualità di interprete a Parigi nel 1941, dove incontrò Ernst Jünger nel cosiddetto Georgs-Runde ("circolo di George", così chiamato perché si incontrava nell'hotel parigino "George V"). Dopo aver pubblicato un saggio in cui paragonava gli aerei da caccia agli insetti, Nebel fu denunciato e ricollocato ad Alderney, una delle isole del Canale, in qualità di Bausoldat ("soldato costruttore"). Dopo la guerra pubblicò tre diari di guerra, per i quali nel 1950 ricevette il Premio Culturale della città di Wuppertal, dove visse per dieci anni, e le raccolte di saggi Von den Elementen ("Sugli elementi") e Tyrannis und Freiheit ("Tirannia e libertà"), in cui esplorò il proprio comportamento e quello dei tedeschi durante il periodo nazista.

### Dopoguerra e attività letteraria
Costretto a lasciare l'insegnamento nel 1955 per motivi di salute, Nebel operò come scrittore indipedente nella Germania del sud fino alla sua morte. Era amico di Ernst Jünger, Carl Schmitt ed Erhart Kästner e mantenne un'intensa corrispondenza con numerose personalità di rilievo, tra cui Friedrich Georg Jünger e Werner Helwig. Viaggiò molto e scrisse libri e diari di viaggio per Frankfurter Allgemeine Zeitung, Neue Deutsche Hefte e Scheidewege, nonché per Merian e Christ und Welt. Il suo ultimo libro, Hamann, fu pubblicato nel 1973.

## Personalità
Nebel era un uomo dalla personalità complessa. Per Heinrich Böll, che lo aveva avuto come supplente di tedesco, Nebel era "un misto di altissima sensibilità e una certa ruvidezza, un qualcosa di chiassoso, amabile e orsino". Nebel cambiò più volte le sue posizioni intellettuali: fu socialdemocratico, poi marxista, nichilista, ateo, reazionario e infine, dopo la guerra, pervenne alla ricerca di Dio e a una forma idiosincratica di conservatorismo. Irascibile, talvolta polemico e irragionevole, financo offensivo, era sempre stato un fervente fondamentalista in tutte le sue convinzioni, tanto da finire per litigare con quasi tutti.

## Rapporto con Ernst Jünger
La lettura di Ernst Jünger ebbe una profonda influenza su Nebel; fu a causa sua che si sentì chiamato a scrivere, e a lui che dedicò i suoi primi scritti. In Abenteuer des Geistes (1949) interpretò la sua opera. Intrattenne con lui un'intensa corrispondenza da cui si sviluppò un vivace scambio intellettuale, che si interruppe bruscamente quando Nebel criticò il libro di Jünger Heliopolis (1949). I due si riconciliarono solo nel 1960. Secondo il critico letterario Sebastian Kleinschmidt, la corrispondenza di Jünger con Nebel (pubblicata nel 2003) è la più corposa di tutte quelle intrattenute da Jünger.

## Legame con l'antichità
Come filologo classico, Nebel studiò approfonditamente la storia del pensiero greco. Non utilizzò metodi scientifici nella sua interpretazione della cultura greca, ma si basò piuttosto sul fare esperienza di un'opera al fine di comprenderla. Pubblicò le sue intuizioni e la filosofia che ne sviluppò in numerosi saggi, tra cui Pindar und die Delphik (1961). Negli ultimi anni tentò di interpretare il mito, la tragedia e la filosofia dell'antichità sulla base della fede cristiana protestante. Nel suo libro Weltangst und Götterzorn (1951) affermò che «La fede cristiana e la tragedia ellenica sono identiche».

## L'opera di Nebel da una prospettiva odierna
Gerhard Nebel era già stato dimenticato quando, tra il 2001 e il 2004, diverse nuove pubblicazioni attirarono l'attenzione su di lui: una raccolta di saggi, una biografia, un'autobiografia e, soprattutto, la sua corrispondenza con Ernst Jünger, ampiamente recensita da tutti i quotidiani nazionali. Jünger aveva scritto di lui (17 dicembre 1947): «La sua prosa ha un che di sicuro e di stabile, ma anche un che di duro, che può sembrare piuttosto scomodo ai letterati. Si percepisce che uno spirito libero sta entrando nell'arena». Nebel ha dimostrato questo "spirito libero" anche nei suoi diari di viaggio, che sono estremamente idiosincratici, vivaci e intelligenti, ma che possono oggi apparire singolarmente conservatori (ad esempio, in Les journées Portugaises elogiò il governo Salazar). La raccolta di saggi compilata da Gerald Zschorsch presenta Nebel come un osservatore indipendente e anticonformista del suo tempo. In sintesi, la tesi fondamentale di Nebel è che le persone sono inevitabilmente destinate al fallimento.

## Opere
- Plotins Kategorien der intelligiblen Welt. Tubinga 1929.
- Feuer und Wasser. Amburgo 1939.
- Vom Geist der Savanne. Amburgo 1941.
- Von den Elementen. Essays. Ed. Marées, Wuppertal 1947.
- Tyrannis und Freiheit. Ed. Drei Eulen, Düsseldorf 1947.
- Bei den nördlichen Hesperiden. Tagebuch aus dem Jahre 1942. Ed. Marées, Wuppertal 1948.
- Ernst Jünger und das Schicksal des Menschen. Ed. Marées, Wuppertal 1948.
- Ernst Jünger. Abenteuer des Geistes. Ed. Marées, Wuppertal 1949.
- Auf ausonischer Erde. Italienisches Tagebuch 1943/44. Ed. Marées, Wuppertal 1949.
- Unter Partisanen und Kreuzfahrern. Ed. Klett, Stoccarda 1950.
- Weltangst und Götterzorn. Eine Deutung der griechischen Tragödie. Ed. Klett, Stoccarda 1951.
- Die Reise nach Tuggurt. Ed. Klett, Stoccarda 1952.
- Das Ereignis des Schönen. Ed. Klett, Stoccarda 1953.
- Phäakische Inseln. Eine Reise zum kanarischen Archipel. Ed. Klett-Cotta, Stoccarda 1954 (III ed. 1987, ISBN 3-608-95495-3).
- Feuer und Wasser. Ostafrikanische Bilder und Erinnerungen. Stoccarda 1955.
- Die Not der Götter. Welt und Mythos der Germanen. Hoffmann und Campe. Amburgo 1957.
- An den Säulen des Herakles. Andalusische und marokkanische Begegnungen. Ed. Klett, Amburgo 1957.
- Homer. Ed. Klett, Stoccarda 1959.
- Pindar und die Delphik. Ed. Klett, Stoccarda 1961.
- Orte und Feste. Zwischen Elm und Esterel. Ed. Hoffmann und Campe, Amburgo 1962.
- Hinter dem Walde. 16 Lektionen für Zeitgenossen. Ed. Hoffmann und Campe, Amburgo 1964.
- Zeit und Zeiten. Ed. Klett, Stoccarda 1965.
- Portugiesische Tage. Ed. Hoffmann und Campe, Amburgo 1966.
- Die Geburt der Philosophie. Ed. Klett, Stoccarda 1967.
- Meergeborenes Land. Griechische Reisen. Ed. Hoffmann und Campe, Amburgo 1968.
- Sokrates. Ed. Klett, Stoccarda 1969.
- Sprung von des Tigers Rücken. Ed. Klett, Stoccarda 1970.
- Hamann. Ed. Klett, Stoccarda 1973, ISBN 3-12-906060-X.
- Schmerz des Vermissens. Essays. A cura di Gerald Zschorsch. Postfazione di Sebastian Kleinschmidt. Ed. Klett-Cotta, Stoccarda 2000, ISBN 3-608-93458-8.
- "Alles Gefühl ist leiblich". Ein Stück Autobiographie. A cura di Nicolai Riedel. Con un saggio di Martin Mosebach. Ed. Deutsche Schillergesellschaft, Marbach 2003, ISBN 3-933679-91-5.
- Ernst Jünger, Gerhard Nebel: Briefe (1938–1974), A cura di Ulrich Fröschle e Michael Neumann. Ed. Klett-Cotta, Stoccarda 2003, ISBN 3-608-93626-2.
- Zwischen den Fronten. Kriegstagebücher 1942–1945. A cura di Michael Zeller, Berlino 2010, ISBN 978-3-937989-69-3.